# Вила-Нова-ди-Гая
Ви́ла-Но́ва-ди-Га́я (порт.  Vila Nova de Gaia, [vilɐ 'nɔvɐ dɨ 'gaiɐ]) — второй по величине (после Лиссабона) город в Португалии, в составе округа Порту. Численность населения — 301,4 тыс. жителей. Город и муниципалитет входят в экономико-статистический регион Северный регион и субрегион Большой Порту. По старому административному делению входил в провинцию Дору-Литорал.

## Расположение
Город расположен на левом (южном) берегу реки Дору напротив административного центра округа города Порту, расположенного на правом берегу.
Муниципалитет граничит:
- на севере — муниципалитет Порту
- на северо-востоке — муниципалитет Гондомар
- на юге — муниципалитет Санта-Мария-да-Фейра, Эшпинью
- на западе — Атлантический океан

## Население
| 1801   | 1849   | 1900   | 1930    | 1960    | 1981    | 1991    | 2001    | 2004    | 2006    | 2010    |
| 24 675 | 43 454 | 74 072 | 102 950 | 157 357 | 226 331 | 248 565 | 288 749 | 300 868 | 307 444 | 321 652 |

## История
Поселение существует с древних времён. Во время арабского завоевания Иберии длительное время (до 1000 года) граница проходила по реке Дору, однако христиане смогли отвоевать поселение около 1035 года. Поселение назвали Портус Кале, от этого имени и произошло название страны Португалия.
Позднее город Вила-Нова-ди-Гая был основан в 1255 году.

## Достопримечательности
Именно здесь, а не в Порту, как иногда ошибочно считают, находятся знаменитые винные погреба с португальским портвейном.

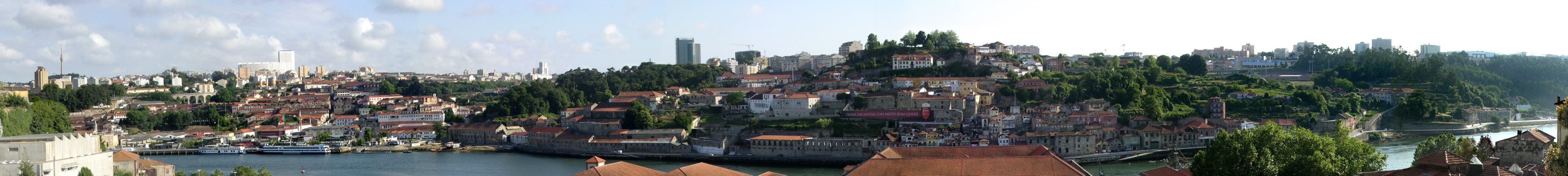
Вид на Гаю из Порту. Видны названия различных марок портвейна на зданиях, расположенных на берегу Дору.

## Районы
| - Аркозелу - Авинтеш - Канелаш - Каниделу - Крештума - Грижо - Гулпильяреш - Левер | - Мадалена - Мафамуде - Оливал - Оливейра-ду-Дору - Педрозу - Перозинью - Сандин - Санта-Маринья | - Сан-Фелиш-да-Маринья - Сан-Педру-да-Афурада - Сейшезелу - Сермонде - Серзеду - Вилар-де-Андоринью - Вилар-ду-Параизу - Валадареш |

## Уроженцы и жители
- Моиньюш, Мариу (1949—2023) — португальский футболист, игрок национальной сборной.
- Руй Жорже (1973) — португальский футболист и тренер.
- Суареш душ Рейш, Антониу (1847—1889) — выдающийся португальский скульптор.
- Фернандеш, Ванесса (род. 1985) — португальская триатлонистка, чемпионка мира и серебряный призёр Олимпийских игр.